# اعتراضات ۲۰۱۱–۲۰۱۲ کردها در ترکیه
اعتراضات ۲۰۱۱–۲۰۱۲ کردها در ترکیه، اعتراضاتی به رهبری حزب صلح و دموکراسی در ترکیه علیه محدودیت‌سازی حقوق اقلیت کرد در این کشور بود. این اعتراضات گرچه در امتداد رشته طولانی اعمال اعتراضی توسط کردها در ترکیه بودند، قویاً تحت تأثیر اعتراضات مردمی در سرتاسر خاورمیانه و شمال آفریقا قرار گرفتند. تظاهرات در استانبول و جنوب شرق ترکیه و حتی در ازمیر رخ دادند. روزنامه ترکی «حریت» در مقاله‌ای با اشاره به بهار عربی، این اعتراضات را «تابستان کردی» نامید.